# Antoin Miliordos
Antoin Miliordos (également connu comme Antonios Miliordos), né le 13 avril 1924 et mort en novembre 2012, est un ancien skieur alpin grec qui a représenté son pays aux Jeux olympiques d'hiver.

## Jeux olympiques d'hiver de 1952
La seule participation de Miliordos aux Jeux olympiques d'hiver est aux Jeux de 1952 qui ont eu lieu à Oslo en Norvège,. Les épreuves de ski alpin des Jeux ont lieu à Norefjell, une station de ski situé à une heure trente en voiture de la capitale et à Rødkleiva, une station de ski connu pour ses pistes de ski nordique et son tremplin pour le saut à ski. Il prend part à deux des trois épreuves de ski aux Jeux, la descente et le slalom.
Un total de 81 athlètes participent à la descente le 16 février à Norefjell. Miliordos est un des neuf concurrents qui se sont fait disqualifier de l'épreuve durant la course. La médaille d'or de cette épreuve est remporté par le skieur italien Zeno Colò qui est le champion du monde en titre dans cette épreuve depuis sa victoire aux Championnats du monde de ski alpin 1950 à Aspen; les autrichiens Othmar Schneider et Christian Pravda prennent respectivement l'argent et le bronze.
L'épreuve de slalom des Jeux inclut 86 athlètes et a lieu le 19 février à Rødkleiva. Durant sa première manche, Miliordos tombe à dix-huit reprises. Dégoûté, il décide de s'asseoir rapidement à mi-chemin et il traverse la ligne d'arrivée en arrière,. Son temps de 2 minutes et de 26,9 secondes pour sa première manche est de 26,9 secondes de plus que le temps des deux manches du médaillé d'or Othmar Schneider. Il termine à la 79e et dernière place de tous les skieurs qui ont terminé leur première manche et il ne participe donc pas à la deuxième. Stein Eriksen et Guttorm Berge, tous deux participant pour la Norvège, gagnent l'argent et le bronze derrière Schneider,.